# 正楽寺
正楽寺（しょうらくじ）は、岡山県備前市蕃山に所在する高野山真言宗準別格本山の寺。山号は日光山。詳しくは日光山 千手院 正楽寺と号する。本尊は十一面観世音菩薩。中国三十三観音霊場第三番札所、百八観音霊場第四番札所。宗教法人としての名称は「千手院」。

## 概要
寺伝によれば、奈良時代中期の天平勝宝年間（749年 – 756年）に備前四十八ヶ寺の一つとして報恩大師が開いたとされる。その後衰亡し、鎌倉時代末期の嘉元2年（1304年）に大和国般若寺の僧・信賢が再興し伽藍を整備した。この時の寺院名は勝楽寺であったと伝えられている。
江戸時代初期の元和元年（1615年）に火災により伽藍が焼亡した。岡山藩主池田家は寺院を庇護し伽藍を江戸中期から後期にかけて再び整備した。池田家歴代の位牌が安置されている。
寺院の近くには藩の学者・熊沢蕃山が逼塞した屋敷跡がある。この地は元来、寺口村と言ったが蕃山隠棲の地に因み蕃山村（しげやまむら）と改称された。

## 文化財

### 重要文化財（国指定）
- 四座講式 4巻（書跡・典籍） - 明治34年（1901年）8月2日指定。

### 岡山県指定文化財
- 重要文化財（有形文化財）
  - 山門（附 文化十四年棟札1枚）（建造物）
江戸時代後期、文化14年（1817年）の播磨国赤穂の棟梁・野村長右衛門信慶による建立。平成13年（2001年）1月10日に備前市指定有形文化財に指定、平成29年（2017年）3月7日に岡山県指定重要文化財に指定[2]。
  - 絹本墨画白衣観音図（絵画） - 平成4年（1992年）4月3日指定。
  - 木造十一面観音立像（彫刻） - 本尊。平成27年（2015年）3月6日指定[3]。

### 備前市指定文化財
- 有形文化財
  - 客殿及び玄関 - 昭和57年（1982年）5月26日指定。
  - 鐘楼 - 昭和57年（1982年）5月26日指定。
  - 本堂 - 江戸時代中期、正徳元年（1711年）の建立。昭和62年（1987年）7月28日指定。

## 前後の札所
中国三十三観音霊場
2 餘慶寺 -- 3 正楽寺 -- 特別霊場 誕生寺